# Ernst (Bayern)

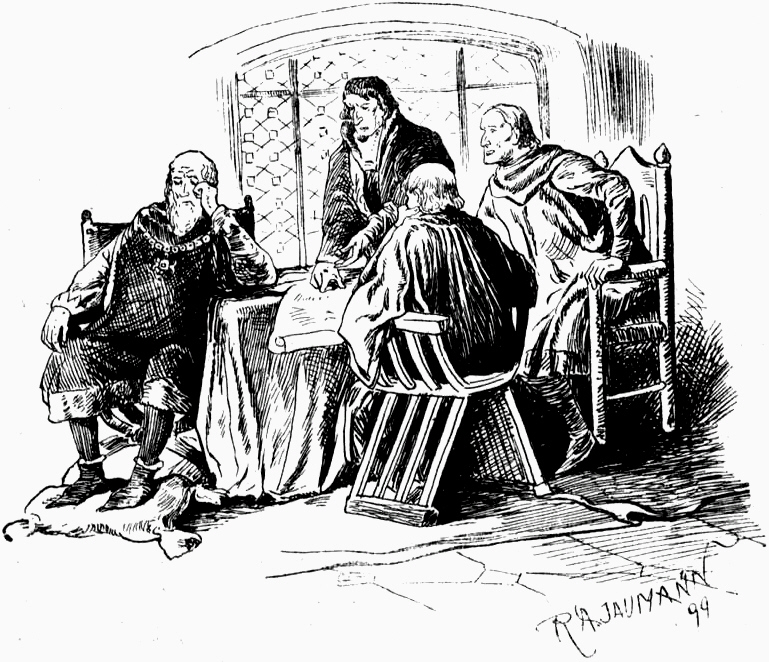
Herzog Ernst im Kreis seiner Räte (Zeichnung von R. A. Jaumann, entstanden 1899)

Ernst von Bayern-München (* 1373; † 2. Juli 1438 in München) aus dem Haus Wittelsbach war von 1397 bis 1438 Herzog von Bayern-München. Nach dem Erlöschen der wittelsbachischen Linie Bayern-Straubing erhielt Bayern-München durch den Preßburger Schiedsspruch von 1429 den größten Teil des Straubinger Erbes zugesprochen. Der Nachwelt bekannt ist Ernst vor allem durch seine Rolle beim Tod der Agnes Bernauer. Nach ihm wurde 1951 der Herzog-Ernst-Platz in München-Sendling benannt.

## Leben

### Herkunft und Regierungsbeginn

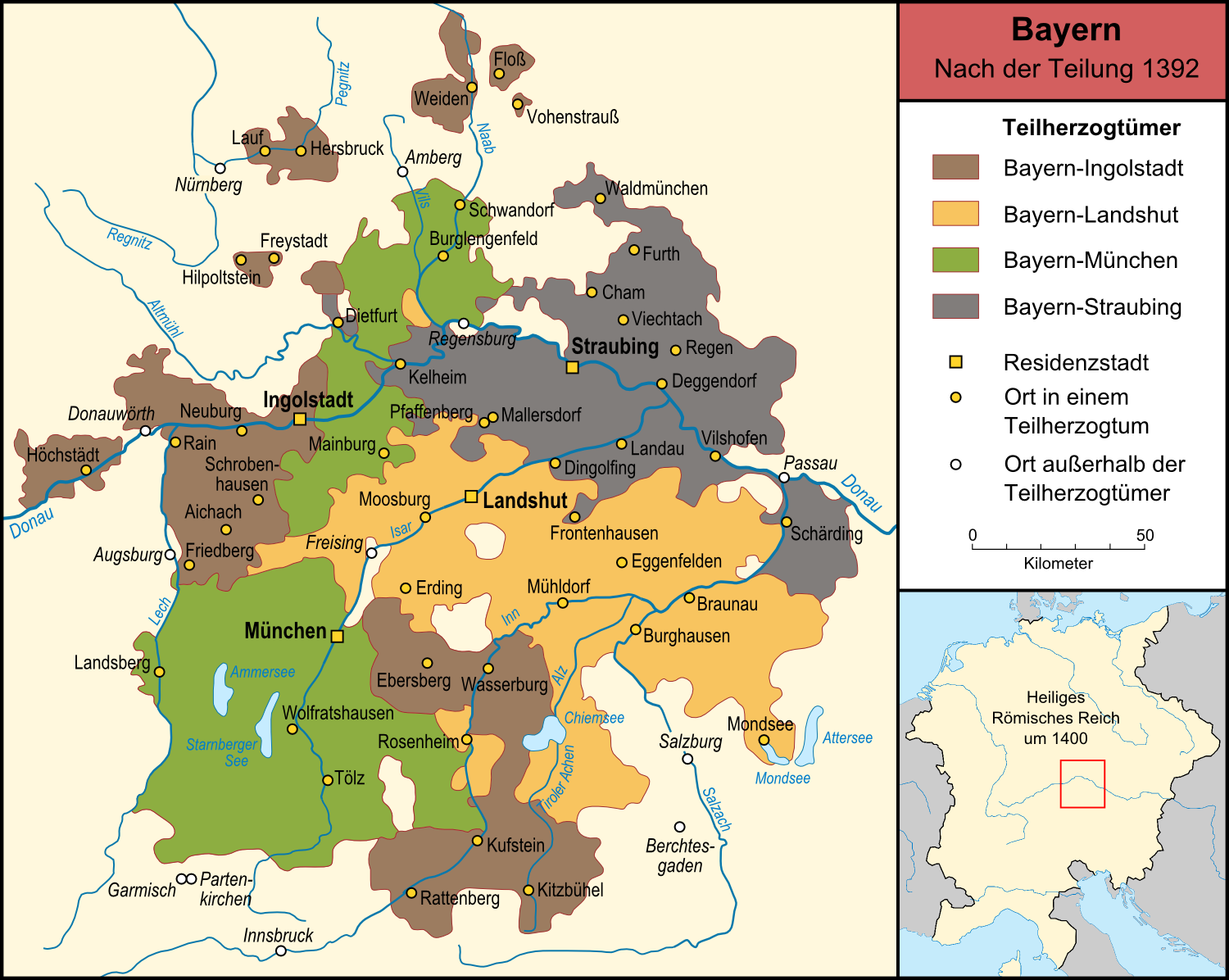
Die vier bayerischen Teilherzogtümer nach der Landesteilung von 1392

Ernst war der älteste Sohn von Herzog Johann II., genannt der Gottselige, und dessen zweiter Frau Katharina von Görz, der Tochter von Graf Meinhard VI., und somit ein Urenkel Kaiser Ludwigs des Bayern. Die Bayerische Landesteilung von 1392 führte zu Streitigkeiten der Wittelsbacher Linien und so half Ernst ab 1394 seinem Vater im Bayerischen Hauskrieg gegen die Linie Bayern-Ingolstadt.
Ernst regierte dann nach seines Vaters Tod von 1397 bis 1438 zunächst gemeinsam mit seinem Bruder Wilhelm III. und seinem Onkel Stephan III. dem Kneißel von Bayern-Ingolstadt, nach dem Verzicht der Linie Bayern-Ingolstadt 1402 nur noch mit seinem Bruder und nach dessen Tod 1435 allein im Herzogtum Bayern-München.
Zwischen den beiden Brüdern Ernst und Wilhelm herrschte zeitlebens großes Einvernehmen, was angesichts der Streitigkeiten unter den Wittelsbacher Herzögen, die in ihrer Zeit einen neuen Höhepunkt erreichten, selten war. Schon zu Anfang der gemeinsamen Regierungszeit mit seinem Bruder musste Ernst sich nun gegen den Führungsanspruch seines Onkels Stephan III. aus der Linie Bayern-Ingolstadt zur Wehr setzen. Dieser hatte beim Aufstand der Münchner Zünfte 1396 gegen ihn Partei genommen. Er führte daher einen Erbkrieg gegen die Stadt München und die Ingolstädter Linie und erzwang 1402 deren Verzicht auf alle Ansprüche in München, das unterworfen wurde. Während der Unruhen residierte Ernst vom 24. Dezember 1397 bis Juni 1403 in Wolfratshausen. Der sechs Jahre dauernde Konflikt endete mit der Auflösung der kurzen Wiedervereinigung Oberbayerns und der Kapitulation der Münchner Zünfte, die gemeinsame Sache mit Stephan dem Kneißel gemacht hatten. 1410 war Ernst dann jedoch im Bund mit Stephan bei dem Versuch der Rückgewinnung Tirols durch Unterstützung der dortigen Adelsopposition, was letztlich scheiterte.
Im Jahr 1400 wandte Ernst sich auch gegen seinen kurpfälzischen Vetter König Ruprecht, er hielt beim Konflikt um den Thron des Heiligen Römischen Reiches zu seinem abgesetzten Schwager Wenzel und war 1411 dessen Gesandter in Frankfurt am Main, wo er die Wahl von dessen Bruder Sigismund von Ungarn zum Rex Romanorum mitentschied. Als sich die Königswahl Ruprechts angebahnt hatte, war der auf luxemburgischer Seite verbliebene Ernst zudem schon 1399/1400 mit der Landvogtei Schwaben belohnt worden, die zuvor schon sein Onkel Stephan besessen hatte, der anfangs auf Seiten Ruprechts stand.

### Hussitenkrieg und Bayerischer Krieg

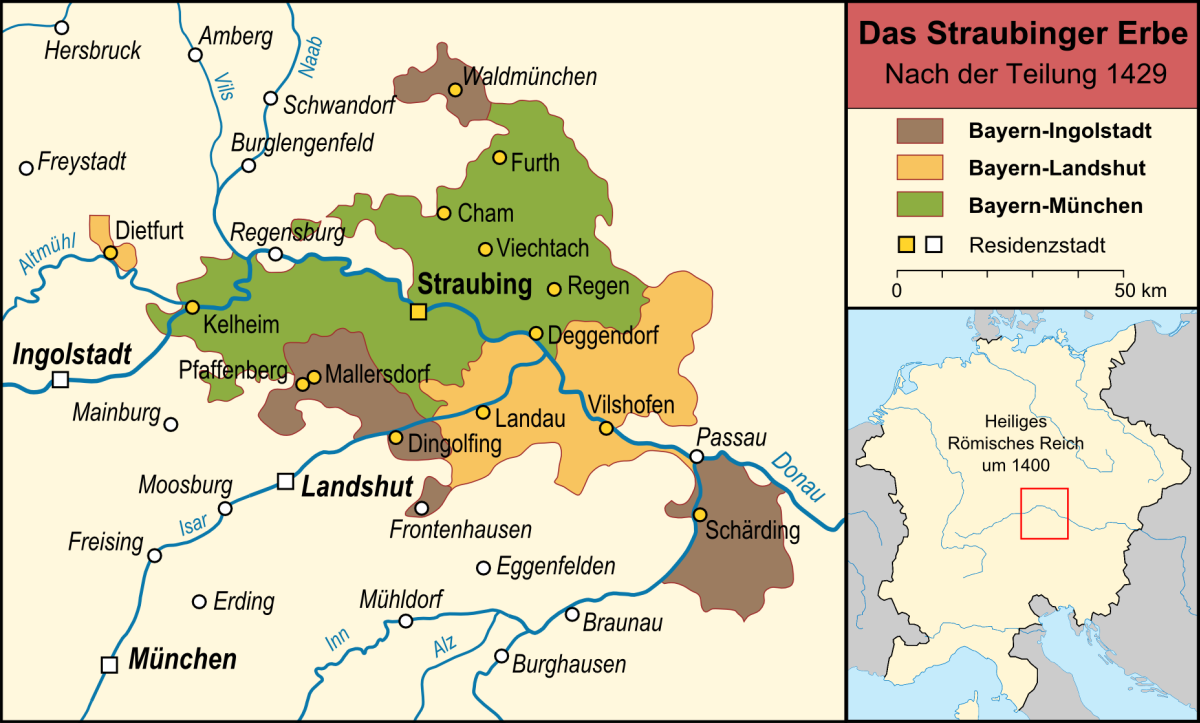
Die Aufteilung von Bayern-Straubing 1429

Ernst unterstützte Sigismund in der Folge auch im ab 1419 ausbrechendem Kampf gegen die Hussiten, infolge dieses Konfliktes kam es bis 1434 auch in Bayern, vor allem nördlich der Donau, zu Verwüstungen durch marodierende Kampfverbände. Wegen der Bedrohung durch die Hussiten wurde 1429 auch die bestehende Stadtbefestigung Münchens durch einen zweiten, äußeren Mauerring verstärkt.
Ernst und Wilhelm III. traten auf Initiative ihres Vetters Herzog Heinrichs XVI. von Bayern-Landshut dessen Bündnissen gegen Stephans Sohn Ludwig VII. von Bayern-Ingolstadt bei, 1414 der Kelheimer Sittichgesellschaft und 1415 der auf dem Konzil von Konstanz geschmiedeten Konstanzer Liga. Ernst unterstützte Landshut auch im Bürgerkrieg gegen Ingolstadt, seine wiederholten Vermittlungsversuche scheiterten aber.
Der Bayerische Krieg von 1420 wurde durch den Sieg Ernsts über Ludwig bei Alling im Jahr 1422 beendet.
Nach dem Erlöschen der wittelsbachischen Linie Bayern-Straubing 1425 führte er erneut einen Erbkrieg und erhielt durch den Preßburger Schiedsspruch von 1429 mit seinem Bruder Wilhelm den größten Teil des bereits zuvor okkupierten Straubinger Erbes zugesprochen; zu den gewonnenen Gebieten gehörten neben Straubing auch Bogen, Mitterfels und andere Orte.
Der von Ernst im Auftrag Sigismunds 1430 zum Zwecke der Inauguration des litauischen Herzogs Vytautas begonnene Feldzug wurde durch dessen Tod vereitelt.

### Konflikt um Agnes Bernauer

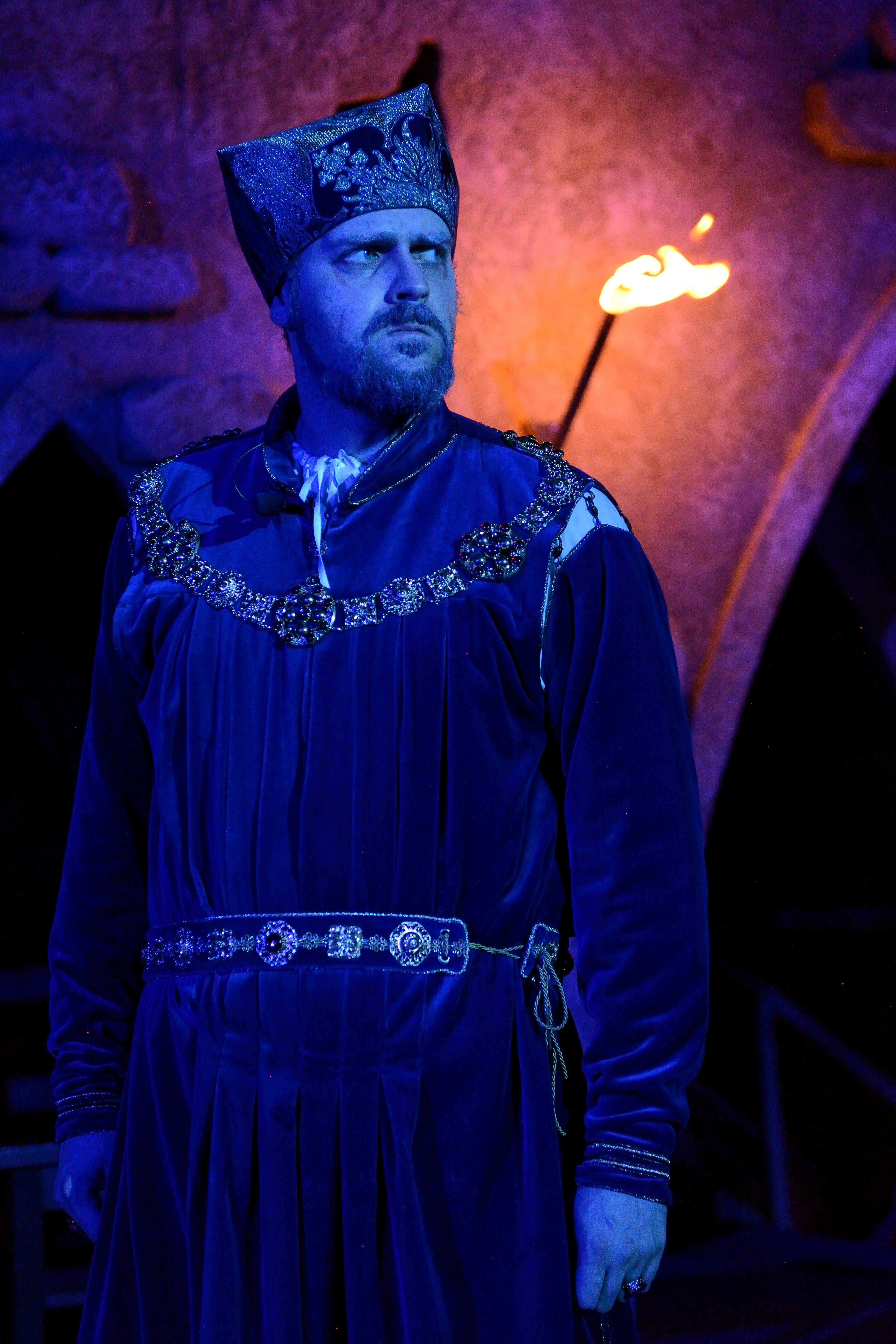
Ernst, dargestellt bei den Agnes-Bernauer-Festspielen 2019

Im Oktober 1435 ging Ernst kurz nach dem Tode seines Bruders Wilhelm gegen Agnes Bernauer, die nichtadlige Geliebte seines Sohnes Albrecht vor. Als Verwalter seines Vaters lebte Albrecht 1433–1435 vorwiegend im Münchner Teil des Straubinger Ländchens. Ernst wollte die Gefährdung der Erbfolge durch die unstandesgemäße Verbindung seines einzigen Sohnes Albrecht nicht akzeptieren. Während Albrecht auf einer Jagdveranstaltung seines Verwandten Heinrich von Bayern-Landshut weilte, ließ der alte Herzog Agnes verhaften und am 12. Oktober 1435 bei Straubing in der Donau ertränken.
Gemeinsam mit Ludwig VII. von Bayern-Ingolstadt plante Albrecht daraufhin militärische Schritte gegen seinen Vater. Ernsts offizielle Begründung für die Hinrichtung der Bernauerin ist den Anweisungen zu entnehmen, mit denen er seinen Vertrauten Friedrich Aichstetter am 28. Oktober 1435 zu Kaiser Sigismund schickte mit der Bitte um Vermittlung. Nach der Aussöhnung mit seinem Vater heiratete Albrecht allerdings schon 1436 Herzogin Anna von Braunschweig-Grubenhagen, mit der er zehn Kinder hatte. Gemeinsamer Beichtvater von Vater und Sohn war der Klosterreformer und geistliche Schriftsteller Johannes Rothuet aus Indersdorf, der wohl auch zur Besänftigung des durch die Hinrichtung von Agnes Bernauer gestörten Verhältnisses von Sohn und Vater und damit zu einer Verhinderung eines Bürgerkrieges im Herzogtum beigetragen hatte.
Zwei Jahre später starb Ernst in München, sein Grab befindet sich mit dem seiner Gattin in der Münchner Frauenkirche.

## Nachkommen
Am 24. Februar 1396 heiratete Herzog Ernst in Pfaffenhofen an der Ilm Elisabetta Visconti (1374–1432).
Aus dieser Ehe gingen folgende Kinder hervor:
- Albrecht III. der Fromme (1401–1460)

1. ⚭ (?) Agnes Bernauer (um 1410–1435),
2. ⚭ 1437 Anna von Braunschweig-Grubenhagen (1420–1474);

- Beatrix (1403–1447)

1. ⚭ 1424 Graf Hermann III. von Cilli (1380–1426),
2. ⚭ 1426 Pfalzgraf Johann von Pfalz-Neumarkt (1383–1443);

- Elisabeth (1406–1468)

1. ⚭ 1430 Graf Adolf von Jülich-Berg († 1437),
2. ⚭ 1440 Graf Hesso von Leiningen († 1467);

- Amalie (1408–1432), Nonne in München.